# Rolka sztokholmska

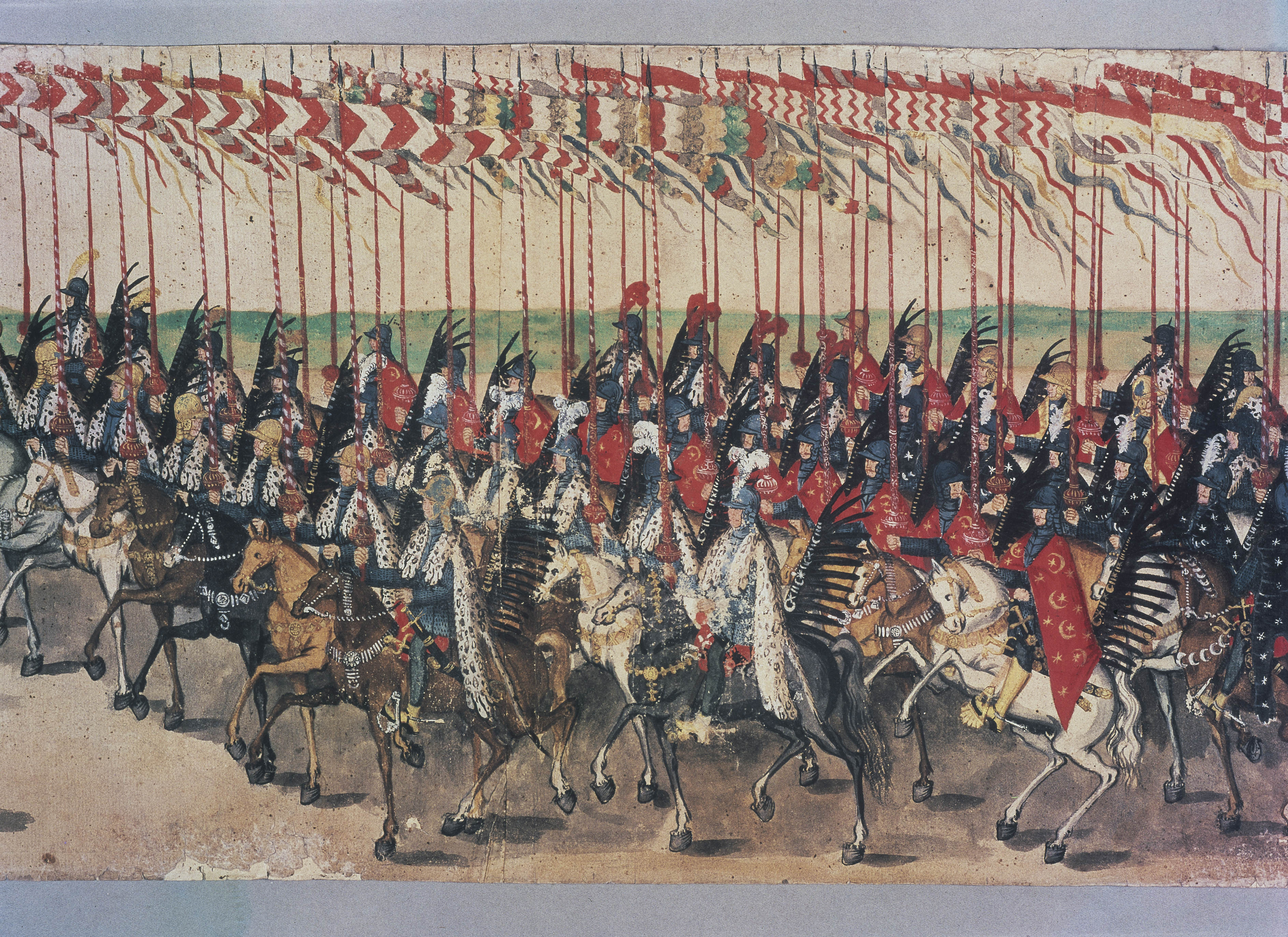
Oddział królewskiej husarii – fragment Rolki sztokholmskiej

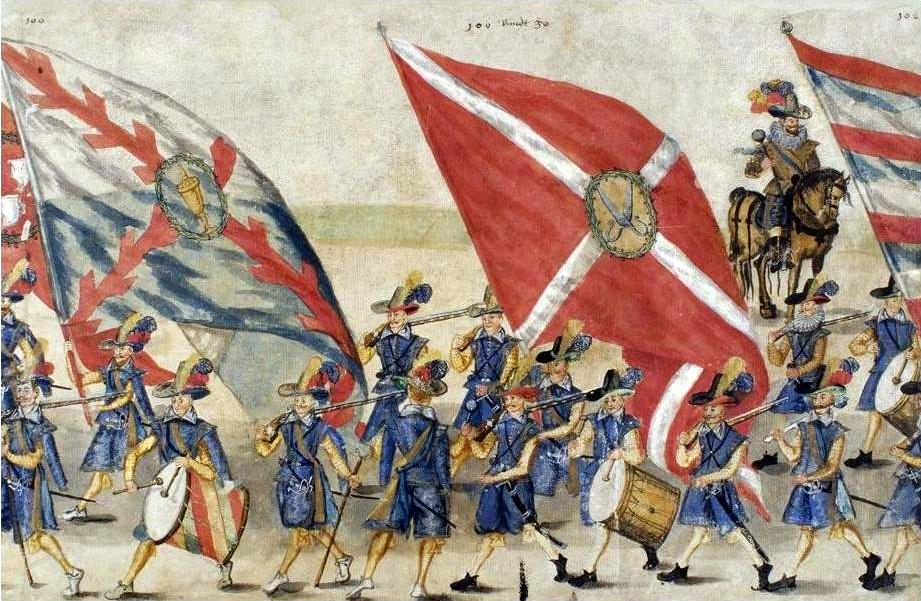
Oddziały milicji miejskiej – fragment Rolki sztokholmskiej

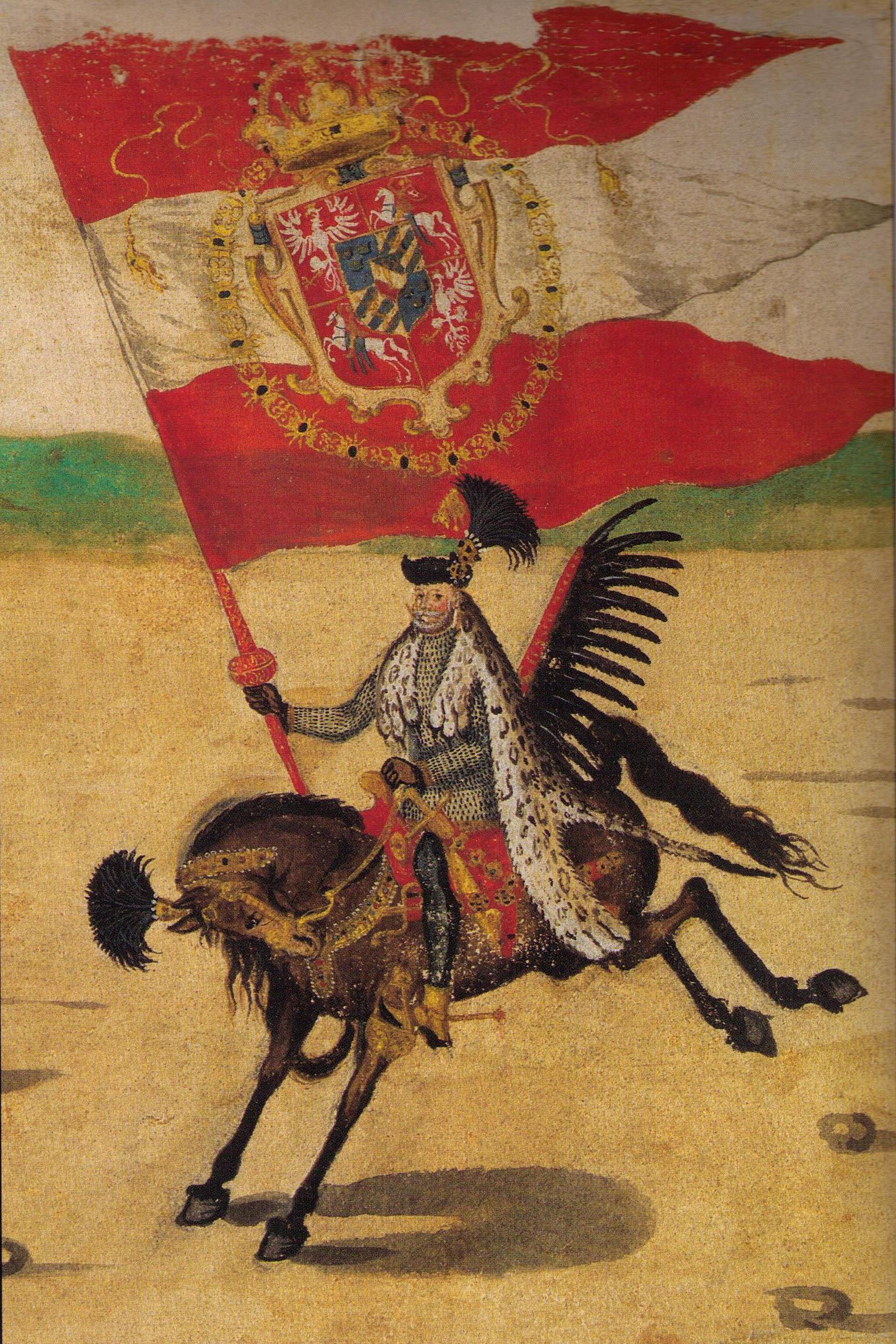
Sebastian Sobieski, chorąży wielki koronny, z chorągwią królewską – fragment Rolki sztokholmskiej

Rolka sztokholmska, in. rulon polski (szw. Polska rullen) – gwasz anonimowego artysty, powstały w pierwszej dekadzie XVII wieku, przedstawiający tryumfalny wjazd polskiego króla Zygmunta III do Krakowa z okazji jego małżeństwa z austriacką arcyksiężniczką Konstancją, siostrą arcyksięcia i późniejszego cesarza Ferdynanda II. Konstancja była drugą żoną Zygmunta, rodzoną siostrą zmarłej siedem lat wcześniej Anny Habsburżanki.

## Opis
Kolorowy gwaszem namalowany jest na rolce papieru szerokości 27 cm, z której zachował się odcinek długości 16,09 m. Anonimowy artysta, utożsamiany przez niektórych historyków z nadwornym malarzem królewskim Baltazarem Gebhardem, uwiecznił tryumfalny wjazd królewskiego orszaku, który odbył się 4 grudnia 1605 r. w Krakowie. Oprócz postaci nowożeńców przedstawia także dwór królewski, szlachtę polską oraz polskie wojsko, w tym m.in. dość rzadkie wizerunki husarzy. Rolka jest zapisem wydarzenia sporządzonym na podstawie notatek mistrza ceremonii ściśle określającego porządek pochodu.
Rulon stanowił część prywatnej kolekcji polskiego króla, zanim został zrabowany wraz z innymi łupami podczas najazdu Szwedów na Polskę. Po zajęciu Warszawy dnia 30 sierpnia 1655 roku specjalnie wyszkolone oddziały w armii szwedzkiej, zajmujące się rabunkiem, ukradły pośród innych polskich dzieł sztuki także zrolowany sztych. Następnie przez setki lat spoczywał on zapomniany w Livrustkammaren – zbrojowni królewskiej w Sztokholmie.
W roku 1961 zainteresowali się nim polscy badacze, planując z początkiem roku 1966 wspólne polsko-szwedzkie wydanie historycznej pamiątki w formie książki. Pomimo tego, że w sprawę zaangażował się również kustosz zbrojowni królewskiej w Sztokholmie, dr Brynolf Hellner, do publikacji nie doszło.
W 1969 rolka sztokholmska została przekazana jako depozyt do Muzeum Narodowego w Warszawie. W kwietniu 1974 przebywający z oficjalną wizytą w Polsce premier Szwecji Olof Palme ofiarował ją odbudowywanemu Zamkowi Królewskiemu w Warszawie. Jest to jeden z niewielu wywiezionych przez Szwedów poloników, który powrócił do kraju. 
Pod koniec lat 80. XX wieku podjęto decyzję o podziale zabytku na 39 pojedynczych arkuszy w miejscach, w których były sklejone w długi pas. Z powodu luki w banderolach z numerami między 15 a 24 istnieje hipoteza, że może brakować długiego odcinka rolki.
Rolka sztokholmska jest przechowywana na Zamku Królewskim w Warszawie. Z powodu wrażliwości na światło jest pokazywana bardzo rzadko i na krótko (po raz ostatni w 2002 i 2019 roku). Nie jest już także wypożyczana za granicę.